# Volkskörper
Der Volkskörper ist einerseits ein Begriff der deutschen Bevölkerungswissenschaft, der in der zweiten Hälfte des 19. Jahrhunderts entstand und bis in die Zeit des Nationalsozialismus zunehmend rassenbiologisch definiert wurde. Nach 1945 wurde der Begriff weitgehend synonym mit „Population“ bzw. „Bevölkerung“ gebraucht. Andererseits diente Volkskörper im politischen Sprachgebrauch als Metapher, die ein organizistisches und biologistisches Verständnis von „Volk“ und Gesellschaft ausdrückte. Sie wurde in Deutschland während des 19. und 20. Jahrhunderts vor allem in antisemitischen und rassenhygienischen Texten benutzt, um das als biologische und rassische Einheit konzipierte „Volk“ semantisch gegenüber sogenannten „Parasiten“, „Schädlingen“ und „Krankheiten“ abzugrenzen. In diesem naturalistischen Sinne wurde die „Ausscheidung“ solchermaßen zu krankmachenden Elementen erklärter Bevölkerungsgruppen begründet. Die Metapher des Volkskörpers stand deshalb während des Nationalsozialismus in einem engen Zusammenhang mit der nationalsozialistischen Rassen- und Euthanasiepolitik.

## Körpermetaphern in der politischen Sprache
Die metaphorische Übertragung medizinischer Begriffe und Sprache auf die Bereiche Gesellschaft, Politik und Geschichte lässt sich bis in die Antike zurückverfolgen. Platon etwa versteht in Politeia und im Timaios den menschlichen Körper als ein Abbild des Staates. Aristoteles verwendet den Organismusvergleich zur Erklärung des gesellschaftlichen Aufbaus. Titus Livius erzählt im Zusammenhang mit der Sezession der Plebejer 494 v. Chr. die Fabel vom Bauch und den rebellischen Gliedern, die dem Bauch den Dienst verweigern und deshalb nicht mehr ernährt würden.
Aus dem von William Harvey entwickelten medizinischen Blutkreislaufmodell ging im 16. Jahrhundert eine Zirkulationsmetapher hervor, die in politischen Texten große Wirkung entfaltete. Bereits Thomas Hobbes griff im Leviathan das Zirkulationsmodell auf, während die Kreislaufmetapher im 18. Jahrhundert eine Konjunktur erlebte. Besondere Bedeutung gewannen Körpermetaphern dann in der französischen Revolution. Vor allem Vertreter des Dritten Standes griffen Metaphern des Blutkreislaufs und den medizinischen Vitalismus auf, um neue Ideale sozialer Gleichheit zu formulieren.

## Volkskörper im 19. Jahrhundert
In dieser Form tauchte der Begriff des Volkskörpers auch in der deutschen Sprache auf. Das Deutsche Wörterbuch etwa führt den Begriff auf die Geschichte der französischen Revolution von Friedrich Christoph Dahlmann zurück, der vom „volk als lebende[m] organismus“ schreibt: „ein gesundes staatsprinzip … erfrischt zugleich den blutumlauf im ganzen volkskörper“.

### Referenzbegriff des Antisemitismus
Unter dem Einfluss von Evolutionslehre und Sozialdarwinismus wurde die Metapher des Volkskörpers im letzten Drittel des 19. Jahrhunderts zunehmend naturalistisch aufgefasst. Damit sollte einerseits eine unbedingte Abhängigkeit verschiedener gesellschaftlicher Gruppen voneinander zum Ausdruck gebracht werden. Andererseits pathologisierten Autoren und Publizisten damit jeweils das, was sie besonders ablehnten. So wurde der Begriff zunächst vor allem von Antisemiten gebraucht, um die Notwendigkeit zu begründen, Juden als angeblich „schädliche Elemente“ aus der Gesellschaft „auszuscheiden“.
Der Hofprediger Adolf Stoecker etwa formulierte:

„Das moderne Judentum ist ein fremder Blutstropfen in unserem Volkskörper; es ist eine verderbliche, nur verderbliche Macht.“

Auf diese Weise wurde das „deutsche Volk“, aber auch das „jüdische Volk“ zu einem jeweils organischen Ganzen erklärt und die Existenz des einen Volkes im anderen für unmöglich.

### Volkskörper in den Bevölkerungswissenschaften
Der Volkskörper war jedoch nicht nur politische Metapher, sondern fand auch Eingang in den wissenschaftlichen Sprachgebrauch. Vor allem in Disziplinen wie der Bevölkerungsstatistik, der Bevölkerungstheorie und Genealogie, die sozusagen den harten Kern der diffusen Disziplin „Bevölkerungswissenschaft“ bildeten, wurde seit der Mitte des 19. Jahrhunderts die Frage nach dem ökonomischen „Wert des Menschen“ gestellt. In diesem Kontext wurde der „Volkskörper“ nicht notwendig mit den selektionistischen Aspekten des Sozialdarwinismus verknüpft. Rudolf Goldscheids wirkmächtiges Konzept der „Menschenökonomie“ etwa definierte den Menschen zwar als „biologisches Kapital“ und führte als Mittel zur qualitativen Aufwertung des „Volkskörpers“ explizit die „Fortpflanzungshygiene“ an. Dazu rechnete er aber vor allem eine „Produktivitätspolitik“ wie Kinderschutz, Mutterschutz, Jugendfürsorge, Mutterschaftsversicherung etc. und lehnte selektionistische Maßnahmen im Sinne einer „Auslese“ ab.
Gegen Ende des 19. Jahrhunderts und zumal nach dem Ersten Weltkrieg radikalisierte sich hingegen der bevölkerungspolitische Ansatz, der solche negativen Maßnahmen befürwortete. Auch die Rassenhygiene griff dabei den Begriff des Volkskörpers auf. Wilhelm Schallmayer etwa definierte die „Vererbungshygiene“ als Wissenschaft, welche „die erbliche Konstitution des Volkskörpers“ zu verwalten habe. Er argumentierte:

„Bei naturwissenschaftlicher Betrachtungsweise der Politik erscheint als deren letztes Ziel die Schaffung der Bedingungen möglichst dauerhafter Erhaltung und womöglich auch eines gedeihlichen Wachstums des Volkskörpers. Nun hängt die Konkurrenzfähigkeit der Völker und Staaten einesteils von ihren ererbten Qualitäten ab, andernteils von der Verfügung über jene nur durch Tradition von Generation zu Generation übertragbare Machtmittel, welche die Kultur liefert. Daraus folgt offenbar, daß nicht nur die letzteren, die Kulturgüter, sondern auch die generativen menschlichen Erbwerte Gegenstand der Politik sind, wenigstens einer um- und weitsichtigen Politik.“

## Volkskörper nach dem Ersten Weltkrieg
Der Erste Weltkrieg und seine unmittelbaren Folgen stellten für den Gebrauch organizistischer Topoi eine Zäsur dar. Wurde bis dato nicht zuletzt die große Kraft des deutschen „Volkskörpers“ beschrieben, so deutete man den nationalen Zustand während der Weimarer Republik überwiegend in den Kategorien von Krankheit und Gesundung. Politiker wie Theodor Lewald forderten als Ersatz für die verlorengegangene Wehrpflicht eine Sportpflicht einzuführen, um so den Volkskörper zu stärken. Der Statistiker Friedrich Burgdörfer etwa fasste 1932 in seinem Buch Volk ohne Jugend die verbreitete Sorge um die „fortschreitende Überalterung und Vergreisung unseres Volkskörpers“ in die dramatischen Worte: „Das deutsche Volk treibt biologisch dem Abgrund zu.“ Der Siebenbürger Johann Bredt prägte mit seinem Buchtitel Volkskörperforschung, erschienen 1930 in Breslau, einen Begriff, der Nachahmer fand.

### Volkskörper im Nationalsozialismus
Im Nationalsozialismus wurden diese verschiedenen Entwicklungslinien kombiniert, „Volkskörper“ wurde oftmals synonym mit dem „rassischen“ Aufbau eines „Volkes“ gesetzt. Adolf Hitler benutzte in Mein Kampf den Begriff des Volkskörpers sowohl in antisemitischen als auch in rassenhygienischen und antimarxistischen Kontexten als Referenz angeblicher Erkrankung und Vergiftung. Das Gesetz zur Verhütung erbkranken Nachwuchses wurde mit dem „Willen der Regierung“ begründet, „den Volkskörper zu reinigen und die krankhaften Erbanlagen allmählich auszumerzen.“ Im Vorwort des Kommentars zu den Nürnberger Rassegesetzen sprach sich Staatssekretär Wilhelm Stuckart 1936 entschieden gegen jegliche „Rassen“mischung aus:

„Die Zuführung artfremden Blutes zu dem eigenen führt daher zu dem Volkskörper schädlichen Veränderungen, denn die Homogenität, das instinktsichere Wollen eines Körpers wird dadurch geschwächt; an seine Stelle tritt eine unsichere, schwankende Haltung in allen entscheidenden Lebenslagen, eine Überschätzung des Intellekts und eine seelische Aufspaltung. Eine Blutmischung erreicht nicht eine einheitliche Verschmelzung beider sich fremder Rassen, sondern hat in der Regel eine Störung des seelischen Gleichgewichts in dem aufnehmenden Teil zur Folge.“

Bevölkerungswissenschaftler wie Friedrich Burgdörfer verstanden Volkskörper während des Nationalsozialismus explizit in einem völkischen Sinne, also nicht nur als „Bevölkerung“:

„Dieses ‚Volk‘ ist nicht – wie die ‚Bevölkerung‘ – eine amorphe Summe von Individuen, sondern ein organisches Gebilde, ein Organismus. Wir sprechen mit Recht und mit Absicht von einem Volkskörper, einem Volksleib, dessen Zellen nicht die einzelnen Individuen in ihrer Isolierung, sondern die Familien sind, die bluts- und rassemäßig sowie nach Sprache, Sitte und Kultur dem gleichen Volkstum angehören. […] Somit besteht das Volk auch nicht bloß aus der Summe der gegenwärtigen lebenden Volksgenossen, sondern dazu gehört alles, was von gleichem Blut war, ist und sein wird.“

Insgesamt wurde der Begriff des Volkskörpers während der Zeit des Nationalsozialismus zu einer allgegenwärtigen Metapher, um die deutsche Bevölkerung als biologisch-rassische Einheit zu beschreiben, die gegenüber verschiedenartigen Bedrohungen zu schützen bzw. die von diversen Krankheiten, Schädlingen und Parasiten zu heilen und zu reinigen wäre. „Die wissenschaftlichen Grundlagen bzw. Traditionslinien und das geistige Klima, in dessen Rahmen die eugenische Vernichtungspolitik der Nationalsozialisten […] stattfinden konnte,“ stellen Thorsten Hallig, Julia Schäfer und Jörg Vögele dabei fest, „waren bereits in den politischen Debatten über die Degeneration des ‚Volkskörpers‘ der Weimarer Republik gelegt worden.“
Das Verhältnis der deutschen Bevölkerungswissenschaft zur rassischen Fundierung der „Volkskörperforschung“ im Nationalsozialismus ist umstritten. Der Soziologe Carsten Klingemann etwa hat argumentiert, die meist am soziologischen Denken geschulten Bevölkerungswissenschaftler hätten die „Aufgliederung des Volkskörpers“ immer auch sozialstatistisch verstanden und sich weniger für die vermeintliche Homogenität einer Rasse interessiert als für das, was im soziologischen Sinne als Stratifikation der Bevölkerung bezeichnet werden könne. Der Historiker Axel Flügel hat dagegen eine solche zu „formale Sichtweise“ kritisiert, die konzeptionelle Brüche bei der Verwendung des jeweiligen Vokabulars übersehe. Am Beispiel der „Volksgeschichte“ Gunther Ipsens verweist er darauf, dass diese Form der Bevölkerungsforschung „hinter den differenzierten, eine Vielzahl regionaler, sozialer und kultureller Faktoren abwägenden Stand der Bevölkerungswissenschaft“ zurückgefallen sei.

## Semantischer Umbau nach 1945
Gunther Ipsen war es in erster Linie, der den Begriff des Volkskörpers auch nach 1945 noch gebrauchte, dabei allerdings semantisch umbaute. 1933 definierte er den Volkskörper noch als „das Ganze der organischen Verfassung eines bestimmten rassischen Daseins als Ursprung des Gattungsvorgangs.“ Dieser wiederum sei „der Vorgang, wodurch die Gattung die Dauer ihrer Art verbürgt, indem sie durch das Geschlecht die Beschränktheit des individuellen Daseins sprengt.“ In seinem Artikel „Volkskörper“ für den Großen Brockhaus (16. Auflage) von 1957 definierte er diesen nunmehr als „die Gesamtheit einer Bevölkerung, aufgegliedert nach Geschlecht, Jahrgängen, Alterklassen, Familienstand, Beruf u. a.“ 1960 setzte er „Volkskörper“ mit „Population“ gleich als „Daseinsform einer durch commercium und connubium verbundenen Menge. Dabei meint commercium den Umgang der Leistungen (das ist, im weitesten Verstand, der Verkehrskreis des Wirtschaftens); connubium die Einung der Gattung im Insgesamt der Heiratskreise, der Ehen, Familien, Verwandtschaft und Geschlechterfolge.“
Der Begriff des Volkskörpers verschwand zwar nach 1945 weitgehend aus der politischen Sprache. Thomas Dehler etwa wollte 1951 in einer Rundfunkansprache den DGB als „bösartiges Geschwulst im deutschen Volkskörper“ bezeichnen, verzichtete aber nach Bekanntwerden des Manuskripts und Intervention des DGB bei Bundeskanzler Konrad Adenauer auf diese Formulierung. In der durch Gunther Ipsen, aber auch durch Gerhard Mackenroth geprägten deutschen Bevölkerungsgeschichtsschreibung hingegen blieb der Begriff des Volkskörpers bis in die 1970er Jahre präsent. Wolfgang Köllmann etwa knüpfte bewusst an seinen Lehrer Ipsen an, als er in seiner Bevölkerungsgeschichte von 1972 „Volkskörper“ als analytischen Begriff verwendete.